# 認證考試
認證考試，是專業認證中的一環，個人考生需要獲得由特定組織所頒布的認證證書資格時，必須要經過的一項考驗，此考驗的目的係讓頒布認證資格的組織能夠認為考生的能力，考驗的方式依照認證資格的等級不同而不同。

## 考試的施行
大多數專業型的認證考試，都是以專責機構來負責考試業務，以電腦技能專業認證來說，各大廠商都是委由專業考試機構來辦理，考生必須要經過電話或是網路報名後，再到由考試機構所授權的考試中心應考，考試中心多設在廠商所授權的教育訓練中心，此種考試的特色就是考試時間可由考生自由決定，並且考試結束後並即可知是否通過。
不過不是所有電腦技能專業認證都是用此種方式來進行，像是 CISSP 認證，即由ISC2每年在全球舉辦數場考試，CCIE 則是要求考生必須要到有設立考場的城市去參加考試等。
若是國家級考試或是由國家所認定的證照，多委由國家的考試單位 (台灣為考試院以及考選部) 負責試務辦理事宜，考試類型多以筆試的方式進行，考生需要在指定的時間內報名，並且在指定的期間內到指定的場所應考，考試及格時即授與認證資格，在台灣，通常通過此類考試的人員，即可以在台灣執業，部份的行業 (如下列) 也被要求必須要通過國家所舉行的指定考試才可以設立。
- 會計師
- 醫師
- 建築師
- 技師
- 律師

## 考試的方式

### 筆試 (Written Exam)
由專家學者或是原廠設計，產生考試題庫 (Question Bank) 後，由題庫中抽出一定 (或不定) 的題數，供應考的考生作答，評分方式以答對的題數乘以該題的配分後加總即為總分。此為最原始也最被廣泛採用的考試方式。
筆試可以分為上機型 (Computer-Based) 的考試以及紙上 (Paper-Based) 考試。
筆試的題型以選擇題 (Multiple Choice) 居多，但有時也會出現填空，拖放 (Drag and Drop)，排序清單 (Build List and Reorder) 或是申論 (Essay) 與簡答 (Short answer) 等題型。
這種考驗方式最簡單也最公平，然而卻有幾個缺點：
1. 題庫的題目數太少的話，會讓部份考生得以猜題，失去評量的公平性。
2. 部份考生會將題目內容背熟，考試結束後將它輸入電腦或貼入網路論壇 (此為 Braindump 技巧)，如此一來題庫的內容會曝光，讓考生得以掌握題目內容，並據以尋找解答以通過此種考試。

### 實作考試 (Lab Exam)
通常是在指定的地點，由考官依現場的設備或情境提出試題，讓考生以實作 (Hands-on) 的方式做出需求的結果，用此種方式測驗考生在真正的環境中實際實現出需求的能力。目前此方法在高階的專業認證考試中已廣泛採用，尤其是電腦技能的認證考試，例如：
- Cisco Certified Internetwork Expert (CCIE)
- Oracle Certified Master (OCM)
- Microsoft Certified Architect (MCA)
- Red Hat Certified Architect (RHCA)

另一種實作型考試，是在單機上模擬出操作的環境，或者在單機上直接提供必要的操作軟體，讓考生依需求做出必要的結果，再根據結果評分，此種考試稱為 Performance-Based Test，在部份認證考試中也開始採用此種方法，最典型的例子就是 MOS(Microsoft Office User Specialist)。
目前在全球推行的新托褔 (TOEFL IBT, Internet-Based Test) 考試，也是採用這種方式。

### 口試 (Oral Exam)
部份高階的專業認證 (例如 Microsoft Certified Architect) 在資格要求中加入了口試，希望藉由口試方式測驗出考生的臨場應變與表達的能力。